# Troy Luccketta
Troy Luccketta (Troy Mack Luccketta, 5 de octubre de 1959 en Lodi, California) es un músico y productor discográfico estadounidense, popular por ser el baterista de la banda de hard rock/heavy metal Tesla.

## Biografía
Troy empezó a tocar la batería a los diez años, influenciado por Mitch Mitchell de Jimi Hendrix Experience. Otras influencias incluyen a Creedence Clearwater Revival, Neil Diamond y Led Zeppelin, además de la percusión latina. Algunos bateristas admirados por Troy incluyen a John Bonham, Ian Paice, Jeff Porcaro, David Garibaldi y Steve Gadd. Troy se unió a Tesla en 1985.
En el año 2010, participó en un álbum tributo titulado Mister Bolin’s Late Night Revival, una colección de 17 canciones escritas por el guitarrista Tommy Bolin antes de su muerte en 1976. El álbum incluye otros artistas como HiFi Superstar, Doogie White, Eric Martin, Jeff Pilson, Randy Jackson, Rachel Barton, Rex Carroll, Derek St. Holmes, Kimberley Dahme y The 77’s
Troy también ha producido música para otros artistas y ha servido como músico de sesión para bandas y artistas como Ronnie Montrose, Marc Bonilla, Eric Westphal, entre otros. Opera un estudio de grabación, TML Productions, en Hayward, California.